# Zhang Cheng
Zhang Cheng (张成S, Zhāng ChéngP; Kunshan, 1º agosto 1978) è un ex cestista cinese.

## Carriera
Con la Cina ha disputato i Campionati mondiali del 2002.